# Sho Naruoka
Sho Naruoka (成岡 翔, Naruoka Sho) est un footballeur japonais né le 31 mai 1984 à Shimada. Il évolue au poste de milieu de terrain.

## Biographie
Sho Naruoka participe à la Coupe du monde des moins de 17 ans 2001 puis à la Coupe du monde des moins de 20 ans 2003 avec le Japon.

## Palmarès
- Vainqueur de la Coupe de la Ligue japonaise en 2010 avec le Júbilo Iwata